# 相川誠也
相川誠也（あいかわ まさや、1984年4月6日 - ） は、千葉県出身の元陸上競技選手。2002年の日本ジュニア、インターハイ、国体100m優勝者。 

## 中学時代
1999年、君津中時代に第26回全日本中学校陸上競技選手権大会の100mで優勝。当時はサッカー部の活動を中心にしており、陸上の練習は大会前などに行う程度であった。中学時代のベストは10秒80。

## 高校時代
2000年、高校への進学先はサッカーの強豪でも知られる市船橋高校であったが、ここでは陸上部に所属。同年、国体少年B100m優勝。翌年100mでインターハイ、国体ともに2位。一方国際大会では世界ユース陸上選手権で7位入賞と健闘する。そして2002年、日本ジュニア選手権で優勝。世界ジュニア選手権の出場資格も得たが、インターハイに専念するために参加はしなかった。そのインターハイでは100mで自己ベストでもある10秒30の好タイムで優勝。同大会400mRでは2位。200mでも無風で21秒01ながら2位であった。そのときの優勝者は髙平慎士であり、5位には塚原直貴が入っている。
　国体では更なる記録更新を狙ったが、準決勝10秒39が最高、決勝は10秒41で優勝し、自己新はならずも高校三冠を達成した。その後のアジアジュニア選手権で400mRのアンカーを務め、ジュニアアジア新記録(当時)で優勝。高校三年間で同学年相手には無敗であった。

## 大学進学後
その後は早稲田大学に進学。第一線で活躍するが、同期の高平慎士がタイトルを取る一方で、彼は個人でのタイトルにはとどかず、自己ベストの10秒30も更新することはできなかった。しかし、リレーでは要として走り、最後のタイトルとなった4年時の日本選手権リレーでは早大の10連覇に貢献。有終の美を飾った。
その後の就職先は一般企業に決め、実質大学卒業をもって選手生活を引退することとなった。

## 自己記録
- 100m　10秒30　2002年
- 200m　21秒01　2002年